# Serafino (arcivescovo)
Serafino, nato Vissarion Tikas, Βησσαρίων Τίκας (in greco: Σεραφείμ; Artesiano di Karditsa, 10 febbraio 1913 – Atene, 10 aprile 1998), è stato un monaco cristiano e arcivescovo ortodosso greco, Arcivescovo di Atene e di tutta la Grecia e primate della Chiesa di Grecia dal 12 gennaio 1974 alla morte.

## Biografia
Vissarion nacque nel 1913 ad Artesiano, villaggio della Tessaglia. Frequentò quindi le scuole ad Artesiano e in seguito a Karditsa. Frequentò poi la Scuola teologica di Arta per quattro anni e la Scuola ecclesiastica di Corinto per un anno, dove conobbe l'allora metropolita di Corinto Damaskinos Papandreou, poi divenuto arcivescovo di Atene e reggente del Regno di Grecia.
Nel 1936 si iscrisse alla Scuola teologica dell'Università di Atene, laureandosi nel 1940. Nel 1938 aveva ricevuto la tonsura nel Monastero di Penteli e il giorno dopo era stato ordinato ierodiacono da Damaskinos.
Nel 1942 Papandreou lo ordinò ieromonaco ed archimandrita, ricevendo l'incarico di vicario e predicatore presso la chiesa di San Luca di Patision. L'anno seguente partecipò alla Resistenza, recandosi in montagna nelle file della Esercito Nazionale Democratico Ellenico, sotto il comando del generale Napoleon Zervas. Infine, dopo la liberazione di Atene, fu onorato da re Giorgio II con una medaglia d'oro al valore, una croce di guerra di prima classe, una medaglia per azioni eccezionali e una medaglia commemorativa della resistenza nazionale.
il 6 settembre 1949 fu consacrato metropolita di Arta dall'arcivescovo di Atene Spyridon. In questo ruolo si diede stimolo alla costruzione di nuove chiese e al restauro di quelle distrutte durante la guerra, ma sviluppò anche le attività pastorali della metropolia. Sempre in quel periodo fece restaurare il palazzo metropolitano.
L'11 marzo 1958 fu eletto metropolita di Giannina. Durante il suo episcopato, fece riaprire la scuola Zosimaia, e nel 1964 diede impulso alla fondazione dell'Università di Giannina. Nel maggio 1969, durante la Dittatura dei colonnelli, assunse la guida della "Lotta per l'Epiro settentrionale", promuovendola sia a livello nazionale che internazionale.
Il 25 novembre 1973, dopo il colpo di Stato che rovesciò il governo di Spyridon Markezinis, su invito di Dimitrios Ioannidis, giunse ad Atene e diresse il giuramento del presidente della Repubblica Faidon Gizikis e poi del governo di Adamantios Androutsopoulos. Questo atto fu compiuto senza il permesso dell'arcivescovo di Atene e costituisce il reato canonico di intrusione. Pertanto, l'allora arcivescovo Geronimo I, in un documento indirizzato al Sinodo, denunciò la violazione e chiese l'irrogazione delle relative pene, ma poiché anch'egli era stato eletto in violazione del diritto canonico, il 15 dicembre 1973 Geronimo fu costretto alla rinuncia.

### Arcivescovo di Atene
Il 12 gennaio 1974 con 20 voti il Santo Sinodo della Chiesa di Grecia lo elesse canonicamente ad arcivescovo di Atene, succedendo così a Geronimo I.
Come primate della Chiesa di Grecia, riallacciò i rapporti col patriarcato ecumenico di Costantinopoli, che si erano deteriorati nel periodo precedente. Inoltre, durante il suo arcivescovato venne fondata la stazione radio della Chiesa di Grecia, che iniziò le trasmissioni nel febbraio 1989, con un messaggio pronunciato dall'arcivescovo stesso.
Il 4 novembre 1992 il Santo Sinodo proclamò santo e martire  il vescovo Crisostomo di Smirne, insieme a tutti coloro che erano deceduti nella catastrofe dell'Asia Minore.
L'arcivescovo si spense nell'Ospedale del Popolo di Atene il 10 aprile 1998, dove a febbraio era stato ricoverato. Fu sepolto nel Primo cimitero di Atene.